# Traité d'Auxonne
Le traité d'Auxonne est un traité entre la France et l'Espagne conclu le 15 février 1612 à Auxonne pour fixer les limites entre le royaume de France et le comté de Bourgogne alors possession espagnole.
La Franche-Comté et les Pays-Bas espagnols étaient gouvernés depuis Bruxelles par  les Archiducs Albert d'Autriche et son épouse Isabelle d'Autriche (fille du roi d'Espagne Philippe II), comtes de Bourgogne. Ceux-ci délèguent en juin 1611 des commissaires chargés de rencontrer sur place ceux envoyés par le Roi de France Louis XIII. Leur mission est de dresser contradictoirement les procès-verbaux et les plans qui permettront de délimiter les territoires. Leurs travaux s'achèvent une année plus tard, et le traité est signé à Auxonne le 15 février 1612,
Les bornes frontières sont posées l'année suivante,.
Le traité règle certains points litigieux, comme la reconnaissance de l'appartenance au Comté de Chazelles, qui dépendait de la seigneurie de Coligny, ou la fixation de la limite le long de la Valserine entre le comté et le pays de Gex rattaché au royaume en 1601.